# Aniqo
Aniqo (Eigenschreibweise: ANIQO; * 3. Dezember 1985 als Anita Goß in Wismar) ist eine in Berlin lebende Sängerin und Songwriterin.

## Leben
Anita Goß trat erstmals 2016 mit dem Pseudonym Aniqo in die Öffentlichkeit. Sie veröffentlichte mehrere Songs auf Soundcloud, unter anderem Dust and Corpses, den sie in dem Hamburger Clouds-Hill-Studio aufnahm. Die Veröffentlichung des Songs schlug soweit internationale Wellen, dass daraus eine Kollaboration mit dem kalifornischen Musiker und Produzenten Joe Cardamone (The Icarus Line) entstand. Im Jahr 2017 arbeitete sie mit ihm im Studio in Burbank/Los Angeles an einem ersten Album, das nie veröffentlicht wurde. Im Jahr 2018 veröffentlichte Aniqo aus dieser Zusammenarbeit die Songs New Signs feat. Annie Hardy (Giant Drag), Chess und Must Surrender. Die beiden letzteren wurden mit den Musikvideos unter anderem auf der Website von Black Rebel Motor Cycle Club veröffentlicht und erhielten positive Presseresonanz.
Im Jahr 2019 veröffentlichte Aniqo auf dem deutsch-britischen Label Duchess Box Records ihre Songs Fake und Love Life. Letzteren produzierte sie erstmals selbst und nahm diesen mit ihren seit 2019 ständigen Bandkollegen Torsten Füchsel (Herbst in Peking, Rosengarten) und Illia Vovk in dem Berliner LowSwing Studio auf, wo sie auch ihren zukünftigen Produzenten Guy Sternberg kennenlernte. Love Life erhielt internationales Airplay und wurde unter anderem von John Kennedy auf RadioX gesendet.
2020 nahm sie mit ihm und ihren Bandkollegen sowie dem Drummer Nicolai Ziel im gleichen Studio das Album Birth auf, das im März 2022 auf dem Berliner Label Springstoff erschien. Birth und die vorab erschienenen Singles Must Surrender (Albumversion), Deep Sea Fish, Balance und Vivre Libre erhielten zahlreiche positive nationale und internationale Pressestimmen.
Jens Balzer vom Rolling Stone Magazine schrieb über Aniqo und Birth: „Sie schreibt die schönsten dunkelsten Lieder, die es gegenwärtig zu hören gibt (…) Vor allem aber ist Aniqo eine großartige Sängerin, dessen scheinbar kühles Timbre einer Vielzahl von Stimmungen Ausdruck verleiht.“
Sonic Seducer schrieb über Birth: „[…] eine Songpalette außergewöhnlicher Klangkunst und unkonventioneller Dynamikkurven. […] „Day When Love Appears“ und – über allem schwebend – „Deep Sea Fish“- dürften zu den aufwühlendsten Kompositionen gehören, die die Welt überhaupt in diesem Jahr noch hören wird.“
2022 spielte Aniqo einige Konzerte in Berlin; unter anderem bei Pop-Kultur.
Im Dezember 2022 veröffentlichte sie die selbstproduzierte Doppel-Single This has to Stop/Lord.

## Diskografie

### Alben
- Birth (LP, Springstoff, 2022)

### Singles und EPs
- This Has To Stop/Lord (EP, Springstoff, 2022)
- Vivre Libre (Single, Springstoff, 2022)
- Balance (Single, Springstoff, 2021)
- Fear (Single, Springstoff, 2021)
- Deep Sea Fish (Single, Springstoff, 2021)
- Must Surrender (album version) (Single, Springstoff, 2021)
- Wonderland (Single, Springstoff, 2021)
- Fake (Single, Duchess Box Records, 2019)
- Love Life (Single, Duchess Box Records, 2019)
- Must Surrender (Single, 2018)
- Chess (Single, 2018)
- New Signs (feat. Annie Hardy, 2017)
- Dust and Corpses (2017)